# Tryphon lapideus
Tryphon lapideus är en stekelart som beskrevs av Charles Thomas Brues 1910. Tryphon lapideus ingår i släktet Tryphon och familjen brokparasitsteklar. Inga underarter finns listade i Catalogue of Life.